# Yarrawonga
Yarrawonga är en ort i Australien. Den ligger i kommunen Moira och delstaten Victoria, omkring 220 kilometer nordost om delstatshuvudstaden Melbourne.  Den ligger vid reservoaren Lake Mulwala och dammen Yarrawonga Weir. Yarrawongas närhet till tätorten Mulwala gör att de räknar sig till ett område.
Runt Yarrawonga är det mycket glesbefolkat, med 5 invånare per kvadratkilometer.. Yarrawonga är det största samhället i trakten. 
Trakten runt Yarrawonga består till största delen av jordbruksmark. Genomsnittlig årsnederbörd är 1 060 millimeter. Den regnigaste månaden är juli, med i genomsnitt 135 mm nederbörd, och den torraste är november, med 44 mm nederbörd.

## Aktiviteter
Yarrawonga Mulwala Golf Club är Australiens största golfklubb som ger tillgång till offentligheten. Det finns två golfbanor med 18 hål och en golfbana med 9 hål. Golfbanorna är öppna året runt.